# Henry the Human Fly
| Recensione                        | Giudizio            |
| --------------------------------- | ------------------- |
| AllMusic                          | [ 1 ]               |
| Robert Christgau                  | A-                  |
| The New Rolling Stone Album Guide | [ 3 ]               |
| Piero Scaruffi                    | [ 4 ]               |
| Ondarock                          | (Disco consigliato) |
| Dizionario del Pop-Rock           | [ 6 ]               |
| 24.000 dischi                     | [ 7 ]               |

Henry the Human Fly è il primo album discografico della carriera solistica del chitarrista e cantante folk-rock inglese Richard Thompson, pubblicato dalla casa discografica Island Records nel giugno del 1972.

## Tracce
Lato A
Testi e musiche di Richard Thompson.
1. Roll Over Vaughn Williams – 4:09
2. Nobody's Wedding – 3:13
3. The Poor Ditching Boy – 3:01
4. Shaky Nancy – 3:26
5. The Angels Took My Racehorse Away – 4:01
6. Wheely Down – 3:00

Lato B
Testi e musiche di Richard Thompson.
1. The New St. George – 2:08
2. Painted Ladies – 3:31
3. Cold Feet – 2:26
4. Mary and Joseph – 1:38
5. The Old Changing Way – 3:55
6. Twisted – 1:58

## Musicisti
- Richard Thompson - voce, chitarra
- Richard Thompson - accordion (brano: Roll Over Vaughn Williams)
- Andy Roberts - dulcimer
- John Kirkpatrick - accordion
- Barry Dransfield - fiddle
- Sue Draheim - fiddle (brano: The Poor Ditching Boy)
- David Snell - arpa
- Clay Toyani - tromba
- Jeff Cole - trombone
- John Defereri - sassofono tenore
- Sandy Denny - pianoforte (brano: Painted Ladies)
- Pat Donaldson - basso
- Timmy Donald - percussioni, accompagnamento vocale
- Sandy Denny - accompagnamento vocale
- Linda Peters - accompagnamento vocale
- Ashley Hutchings - accompagnamento vocale

Note aggiuntive
- Richard Thompson e John Wood - produttori (per la Witcheason Productions Ltd.)
- Registrazioni effettuate al Sound Techniques Ltd. di Londra (Inghilterra)
- John Wood - ingegnere delle registrazioni
- Keith Morris - fotografia copertina album
- Ann Sullivan (& CCS Associates) - design album
- Il brano Shaky Nancy è dedicato a Big Muldoon[11]